# 小林悦子
小林 悦子（こばやし えつこ、1992年（平成4年）4月10日 - ）は、山形県出身の女性クリケット選手。2014年アジア競技大会日本代表。佐賀清和高校、昭和女子大学卒業。

## 来歴
中学・高校時代は軟式テニスをしており、高校時に九州大会出場の経験もある。親の転勤により上京し、進学した昭和女子大学でクリケットに出会い、所属した法政、青山学院、専修、昭和の連合チームで大学日本一を達成。2年時には日本代表に初選出され、4年時の2014年（平成26年）、「仁川第17回アジア競技大会」に出場しベスト8。その後2016年（平成28年）にサモアで開催されたICCワールドカップ東アジア太平洋予選の日本代表や、2017年（平成29年）にオーストラリアのニューサウスウェールズ州ウロンゴンで開催されたオーストラリア・カントリー・クリケット・チャンピオンシップ（ACCC)の女子東アジア太平洋選抜(EAP)チームでは副キャプテンを務めた。2017年（平成29年）9月に香港で開催された第2回女子東アジアカップでは準優勝を果たし、最優秀ボウラーにも選出されている。